# Las Vegas, New Mexico
Las Vegas är en stad i New Mexico, som är huvudort i San Miguel County. Den ligger drygt 100 kilometer öster om Santa Fe. 
Staden grundades 1835 då den tillhörde Mexiko, då en grupp på 29 familjer fick mark tilldelad av den mexikanska regeringen för att bilda en självförsörjande bondby. Den anlades i traditionell spansk kolonialstil med en central stor plaza, omgiven av byggnader på ett sätt så att de kunde tjäna som en befästning. Stadens gynnades av att den låg vid transportleden Santa Fe Trail.
Las Vegas växte mycket snabbt efter det att Atchison, Topeka and Santa Fe Railway nådde staden 1879. En station byggdes 1,8 kilometer öster om torget och på andra sidan av floden Gallinas. En ny stor stadsdel, administrerad av järnvägsbolaget, växte upp omkring denna. Ett delstatligt sjukhus anlades i staden 1893, liksom det collage som så småningom blev New Mexico Highlands University.
Staden hade spårväg mellan 1904 och omkring 1937. Denna gick på Bridge Street, som band ihop stadens två delar och som var en del av Santa Fe Trail. Staden delades också 1884 förvaltningsmässigt och blev inte en och samma stad förrän 1970.

## Kultur
Las Vegas expansionstid tog slut under tidigt 1900-tal, och dess befolkningstal stagnerade runt 15.000 invånare under större delen av 1900-talet. Detta har bidragit till att staden kommit att få ett stort och värdefullt arkitektoniskt arv. Las Vegas har nio så kallade National Register Historic Districts och fler än 900 byggnader som är listade i National Register of Historic Places. Därmed är Las Vegas bland de orter i USA som har flest byggnadsminnen per capita i USA. 
Det kommunala biblioteket Las Vegas Carnegie Public Library uppfördes i Liberty Park vd National Avenue i östra Las Vegas 1904 och ingår idag i Liberty Park Historic District.

Stadsvy från mellan 1910 och 1920. Bilden är sannolikt tagen från öster om bron österut mot järnvägsstationen i "New Town".
 Mitt i bilden syns en elektrisk spårvagn .

## Bildgalleri

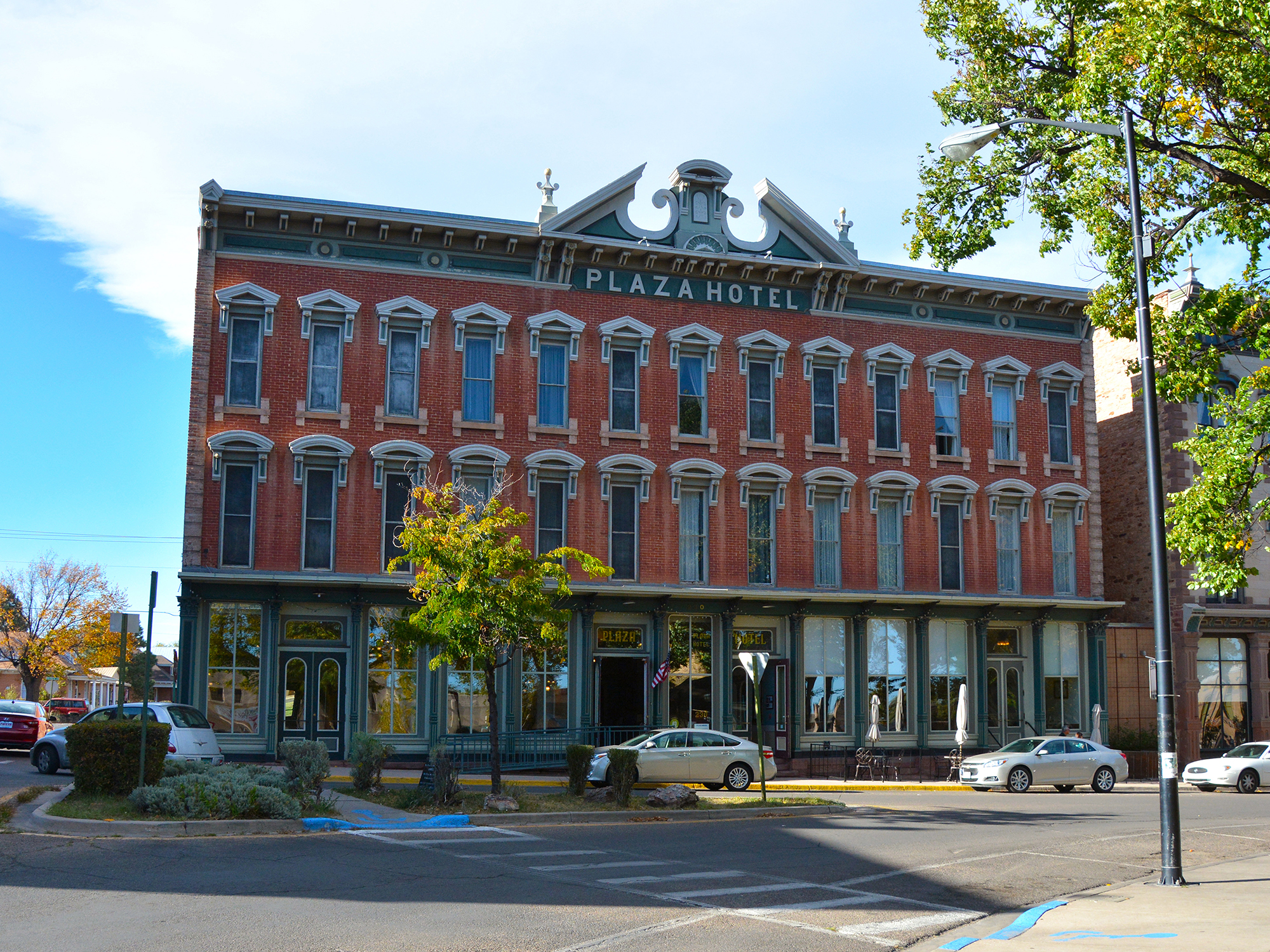
Plaza Hotel
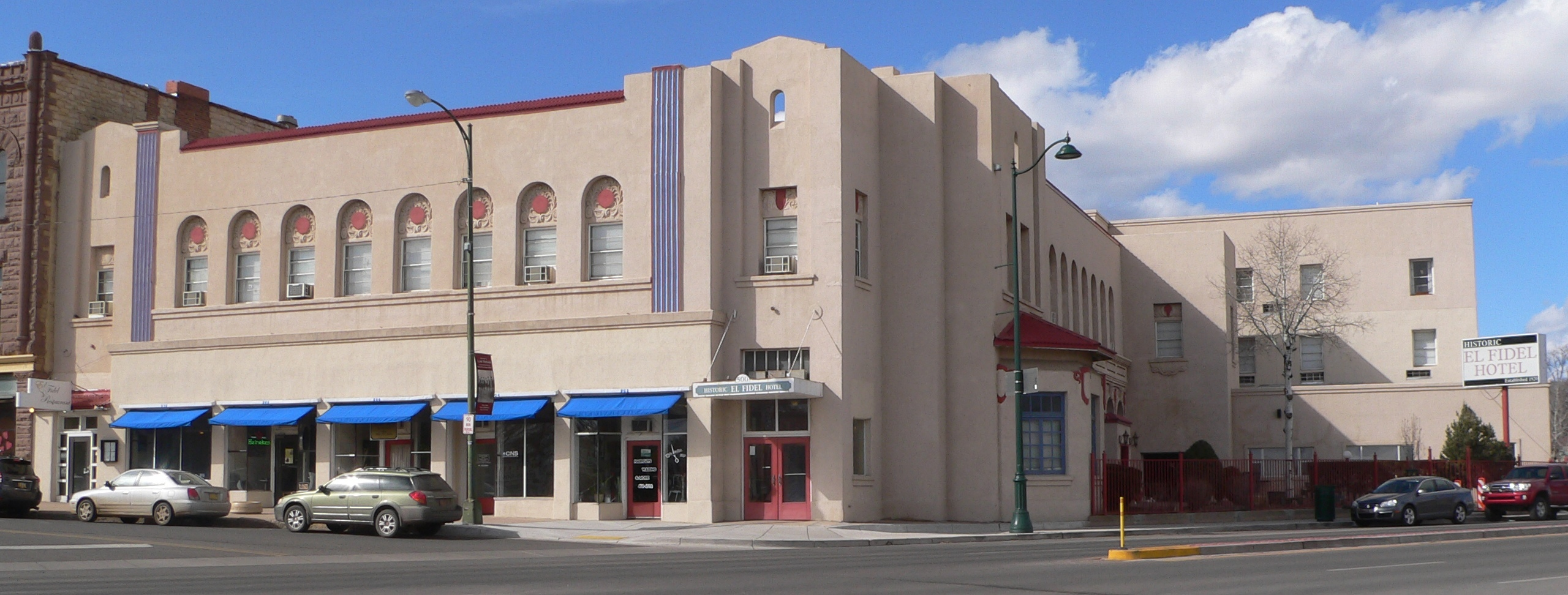
El Fidel Hotel
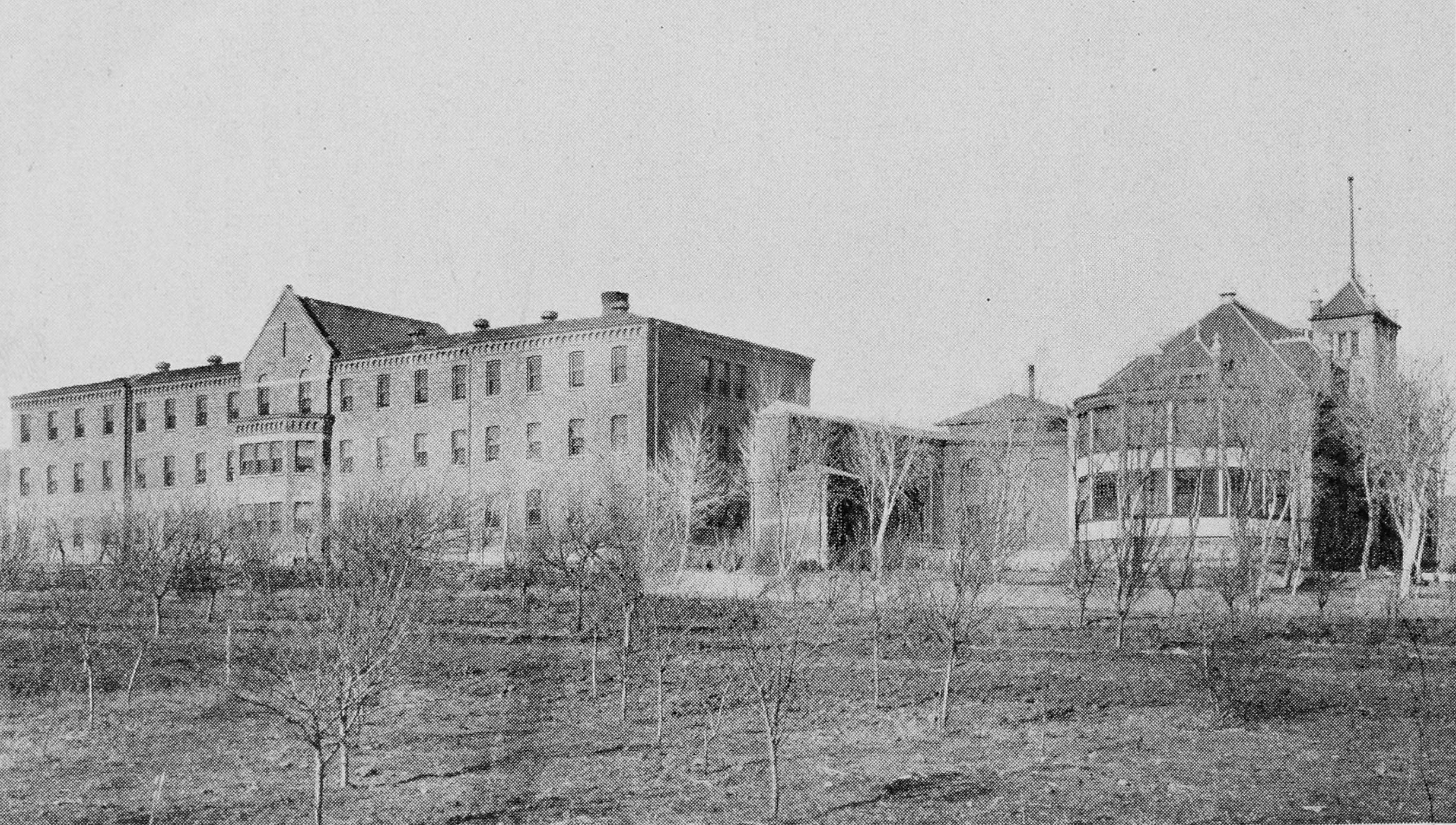
New Mexico Insane Asylum, 1904
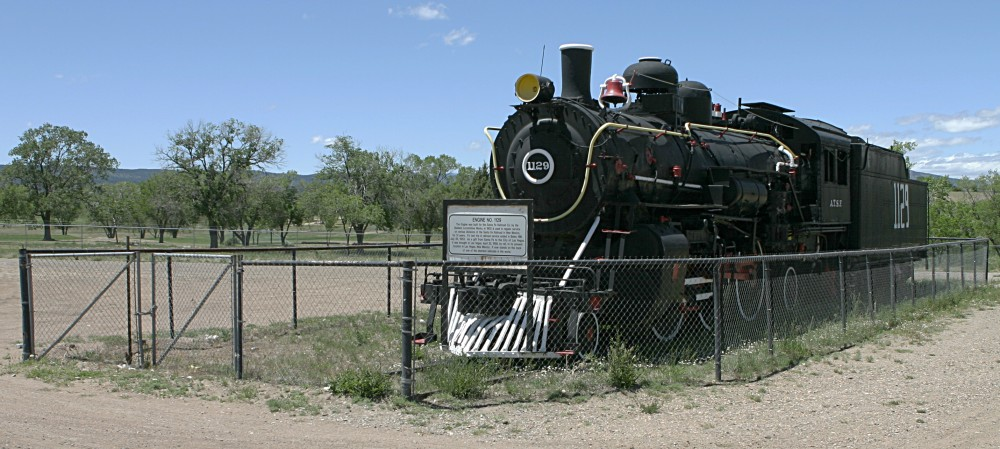
Lok nr 1129 på Atchison, Topeka and Santa Fe Railway
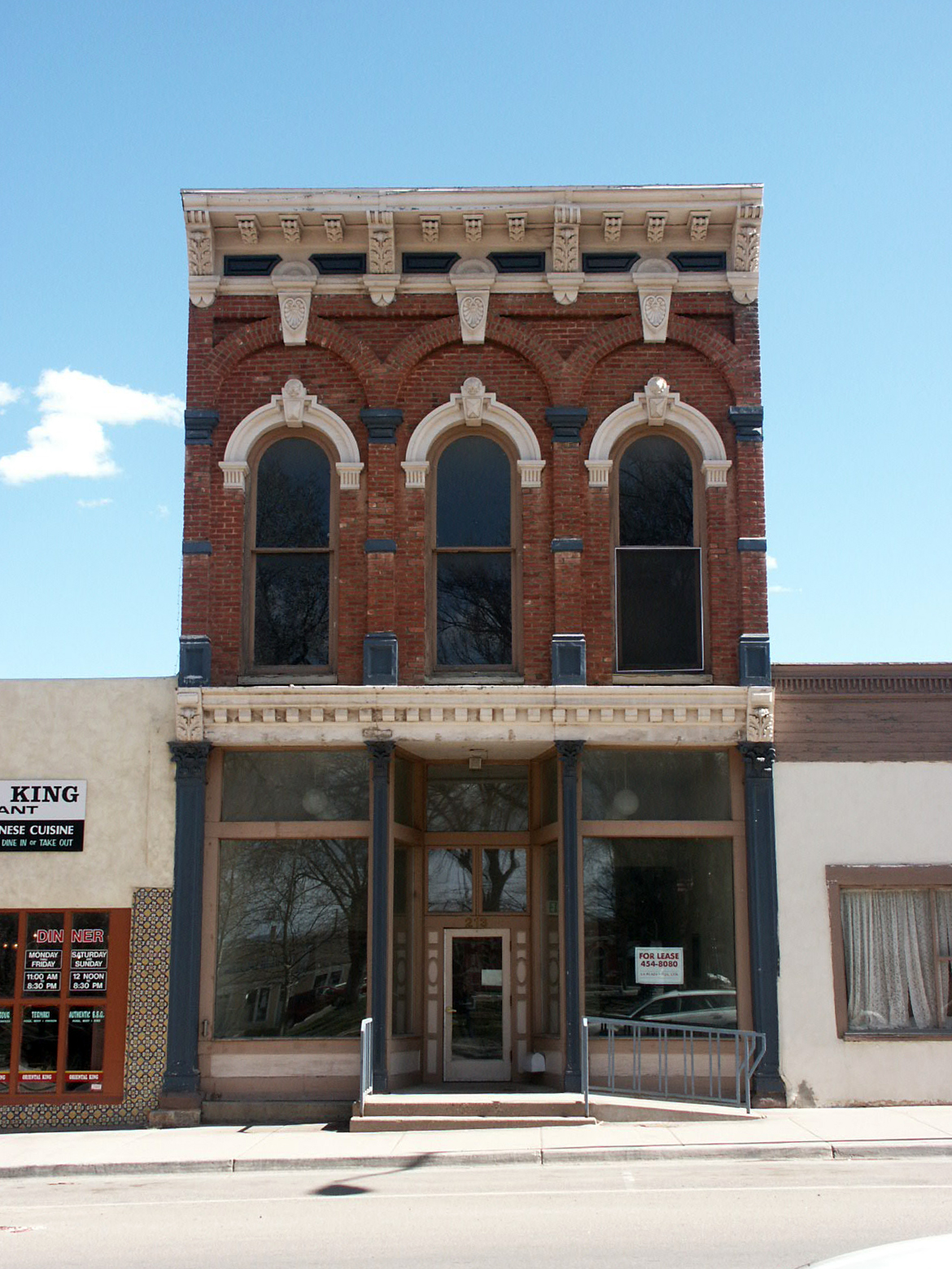
Tingshuset vid torget, uppfört 1881
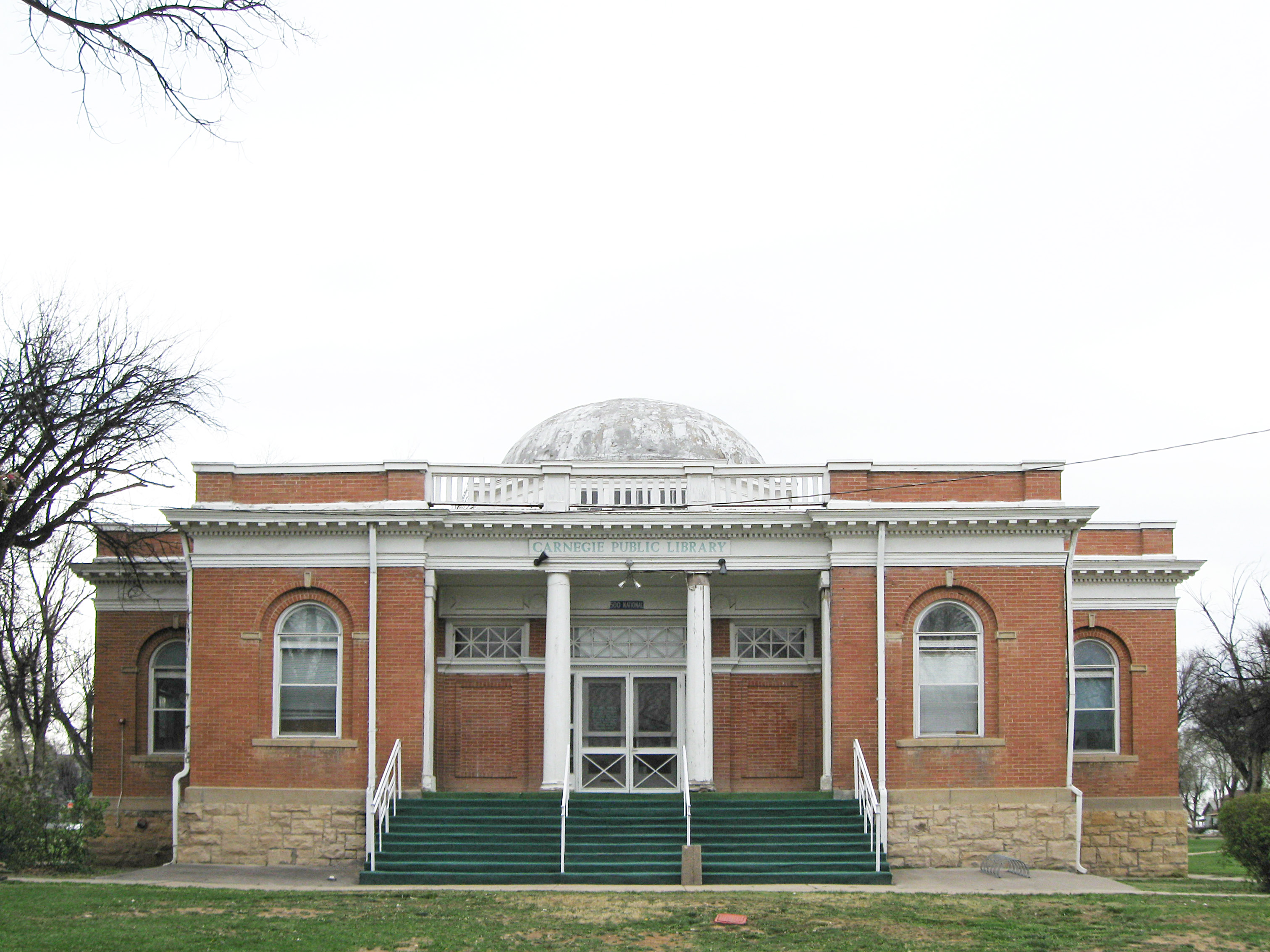
Las Vegas Carnegie Public Library]
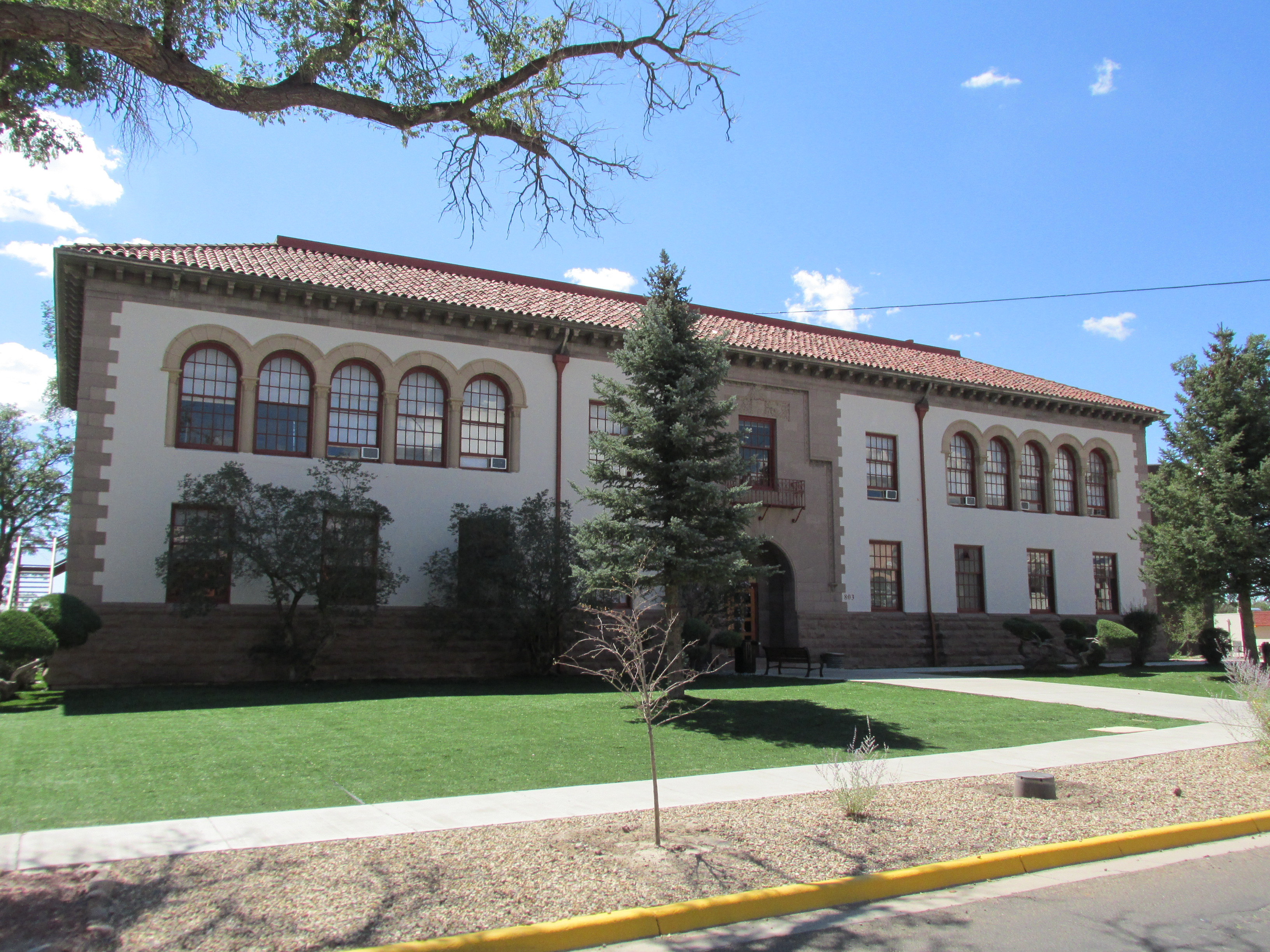
Administrationsbyggnaden på New Mexico Highlands University
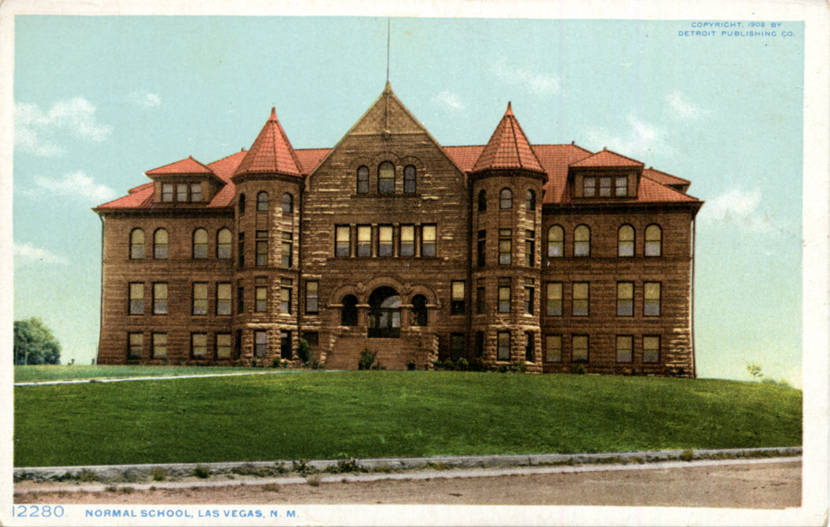
Normalskolan
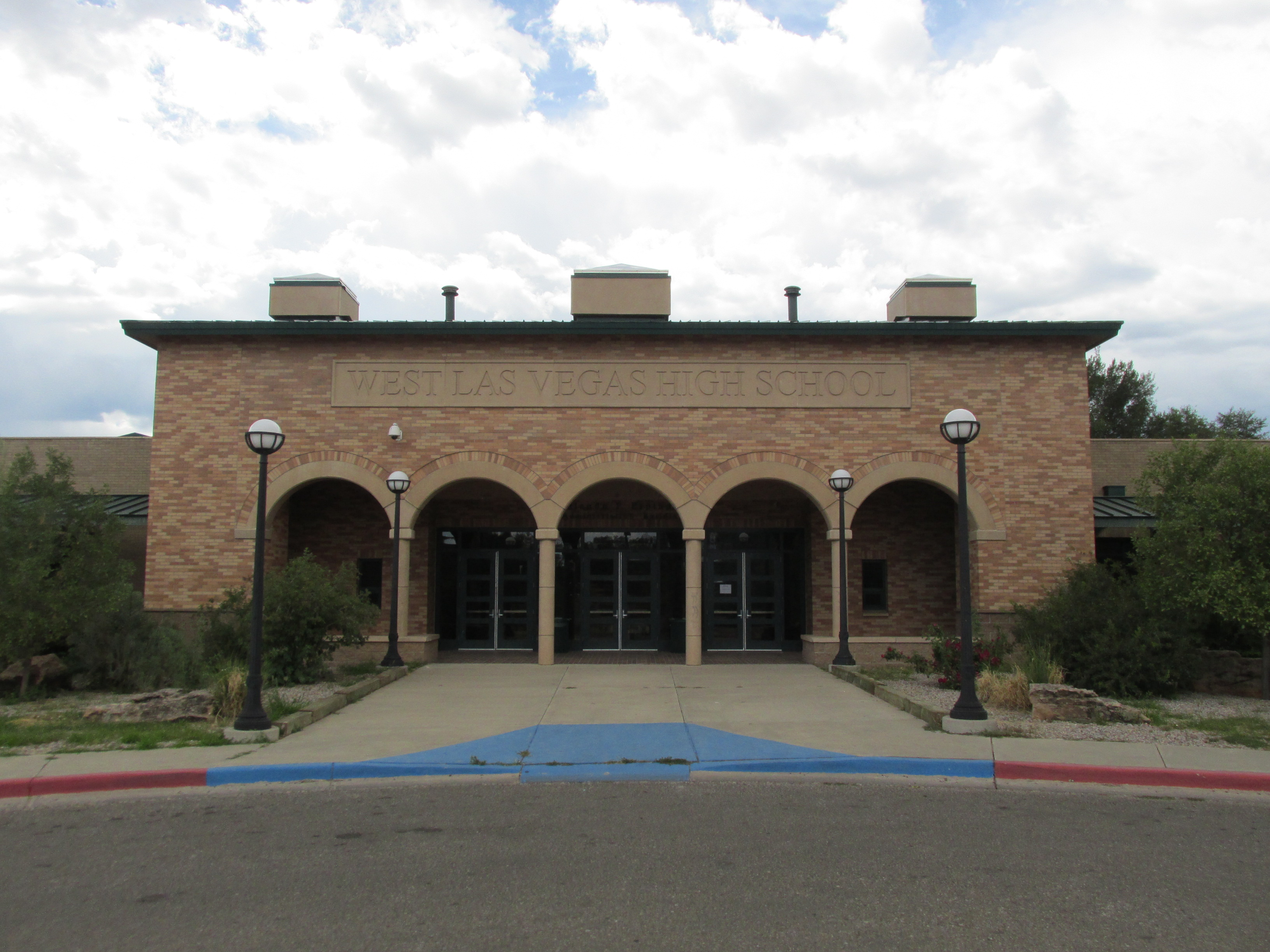
West Las Vegas High School